# نیروگاه تلمبه ذخیره‌ای شیسانلینگ
نیروگاه تلمبه ذخیره‌ای شیسانلینگ (به لاتین: Shisanling Pumped Storage Power Station) یک نیروگاه تلمبه ذخیره‌ای در چین است که در پکن واقع شده‌است.